# Diracvergelijking
De diracvergelijking is een relativistische kwantummechanische golfvergelijking, die in 1928 werd geformuleerd door de Britse natuurkundige Paul Dirac. De vergelijking biedt een beschrijving van de elementaire spin-½-deeltjes, zoals elektronen, die zowel in overeenstemming is met de beginselen van de kwantummechanica als met die van de speciale relativiteitstheorie. Het was de eerste theorie die de relativiteit volledig in het kader van de kwantummechanica beschreef.
De diracvergelijking beschrijft de fijne details van het waterstof-spectrum op een volledig wiskundig gestrenge manier.
De vergelijking duidde ook impliciet op het bestaan van een nieuwe vorm van materie, de zogenaamde antimaterie, tot dan toe onvermoed en niet opgemerkt. De diracvergelijking ging dus vooraf aan de experimentele bevestiging van het bestaan van antimaterie.

## Diracvergelijking
De vergelijking in haar originele vorm luidt:

{\displaystyle (c{\boldsymbol {\alpha }}\cdot \mathbf {\hat {p}} +\beta mc^{2})\psi =\mathrm {i} \hbar {\frac {\partial \psi }{\partial t}}}
met {\displaystyle \psi =\psi (\mathbf {r} ,t)} een veld voor fermionen (Dirac zag {\displaystyle \psi } als de golffunctie van het elektron), {\displaystyle \mathbf {r} } en {\displaystyle t} zijn de ruimte- en tijd-coördinaten, {\displaystyle m} is de rustmassa van het elektron, {\displaystyle {\hat {p}}=-\mathrm {i} \hbar \nabla } is de impulsoperator, {\displaystyle c} is de lichtsnelheid, en {\displaystyle \hbar } is de gereduceerde constante van Planck ({\displaystyle h/2\pi }). Verder is {\displaystyle {\boldsymbol {\alpha }}} een vectoroperator met als componenten 4×4-matrices {\displaystyle \alpha _{i}}: {\displaystyle {\boldsymbol {\alpha }}=(\alpha _{1},\alpha _{2},\alpha _{3})} en {\displaystyle \beta } is ook een 4×4-matrix. Deze voldoen aan ({\displaystyle i,j=1,2,3;\;I} is de 4×4-eenheidsmatrix)
{\displaystyle \beta \beta =I,\quad \alpha _{i}\alpha _{i}=I,\quad \alpha _{i}\beta =-\beta \alpha _{i},\quad \alpha _{i}\alpha _{j}=-\alpha _{j}\alpha _{i},\;i\neq j}
In de relativistische kwantummechanica zijn nu relativistische eenheden gebruikelijk zodat {\displaystyle \hbar } en {\displaystyle c} de waarde 1 hebben, en notatie met
{\displaystyle \gamma ^{0}=\beta ,\;\;\gamma ^{i}=\beta \alpha _{i}}
Dus {\displaystyle \gamma _{i}\gamma _{i}=\beta \alpha _{i}\beta \alpha _{i}=-\alpha _{i}\beta \beta \alpha _{i}=-\alpha _{i}\alpha _{i}=-I}, enz., zie gamma-matrices.
De diracvergelijking heeft dan de compacte vorm
{\displaystyle (\mathrm {i} \gamma ^{\mu }\partial _{\mu }-m)\psi =0}
met sommatie over {\displaystyle \mu =0,1,2,3;\quad \partial _{\mu }=\partial /\partial x^{\mu },\;x^{0}=t}.
Zie ook lagrangiaan in kwantumelektrodynamica.